# مانیشا یاداو
مانیشا یاداو (انگلیسی: Manisha Yadav; ۱۱ ژوئن ۱۹۹۲ – ۱ اکتبر ۲۰۲۱) بازیگر و مدل (شخص) اهل هند است که عمدتاً در سینمای تامیل کار می‌کند. وی از سال ۲۰۱۲ میلادی تاکنون مشغول فعالیت بوده‌است. او بیشتر به خاطر نقش اصلی خود در نقش «آارتهی»، دانش آموز کلاس دوازدهم در سال ۲۰۱۲ در یک فیلم سینمای تامیل به‌نام پرونده شماره ۱۸/۹ معروف است.